# Contigaspis cyanogena
Contigaspis cyanogena är en insektsart som först beskrevs av Cockerell 1901.  Contigaspis cyanogena ingår i släktet Contigaspis och familjen pansarsköldlöss. Inga underarter finns listade i Catalogue of Life.